# Rivière Yamachiche
Pour les articles homonymes, voir Yamachiche (homonymie).
Cet article possède un paronyme, voir Tawachiche.
La rivière Yamachiche est un cours d'eau située sur la rive nord du lac Saint-Pierre, dans la municipalité régionale de comté (MRC) de Maskinongé, dans la région administrative de la Mauricie, au Québec (Canada). Elle prend sa source dans la réserve faunique Mastigouche.
La rivière Yamachiche coule surtout en milieu boisé au nord de Charette, puis généralement en milieu agricole sur le restant de son parcours.

## Géographie
Les principaux bassins versants voisins de celui de la Grande rivière Yamachiche sont :
- à l'est : la rivière aux loutres et la rivière aux glaises ;
- à l'ouest : la Petite rivière Yamachiche et la rivière du Loup.

Le principal plan d'eau à la tête de la rivière Yamachiche est le Grand lac Long (longueur : 2,5 km orienté du nord au sud ; altitude : 176 m) situé dans la municipalité de Saint-Élie-de-Caxton. Il s'approvisionne en eau de trois décharges :
- au nord-est : celle du lac Gareau (longueur : 660 m ; altitude de 183 m), dont la décharge qui de 760 m coule vers le sud. Ce lac est situé dans la municipalité de Saint-Mathieu-du-Parc ;
- au nord : celle du Petit lac Gareau (longueur : 560 m ; altitude de 183 m), dont la décharge de 600 m coule vers le sud. Ce lac situé dans la municipalité de Saint-Mathieu-du-Parc reçoit aussi les eaux du lac Vanasse (altitude : 188 m) par le côté nord.
- au nord-ouest : celle d'un petit lac (longueur : 160 m ; altitude : 195 m) dont la décharge est de 1,1 km coulant vers le sud et qui reçoit les eaux par :
  - le nord, du lac Bournival (longueur : 220 m ; altitude : 197 m) dont la décharge descend sur 1,1 km ;
  - le sud-ouest, du lac Raquette (longueur : 0,7 km ; altitude : 225 m) dont la décharge est de 540 m. Ce lac reçoit par le nord les eaux du Deuxième lac Raquette (longueur de 0,5 km ; altitude : 233 m) dont la décharge est aussi de 540 m.

Parcours de la rivière en aval du Grand lac Long
La décharge du Grand lac Long est situé au fond d'une baie au sud du lac. De là, la rivière Yamachiche coule sur :
- environ 40 m dans le Petit lac Long (longueur : 480 m ; altitude : 176 m) que le courant traverse sur 340 m vers l'ouest ;
- 240 m en traversant sous un pont routier pour aller se jeter dans le lac à la Perchaude (longueur : 1,4 km ; altitude : 175 m) ;
- 860 m en traversant le lac à la Perchaud, du nord-ouest vers le sud-est. Un barrage de retenu a été érigé à son embouchure. Le Lac à la Perchaude reçoit par sa pointe ouest les eaux d'une série de lacs en amont du côté nord : 
  - lac des Chutes (longueur : 0,8 km que le courant traverse sur 0,6 km ; altitude : 209 m),
  - lac Fer à Cheval (longueur : 1,0 km d'une extrémité à l'autre ; altitude : 209 m), et
  - lac à l'Île (longueur : 1,6 km ; altitude : 229 m).

En somme, le Deuxième lac Raquette s'avère le lac le plus en altitude (233 m) du bassin versant de la rivière Yamachiche ; le second étant le lac à l'Île (229 m) ; le troisième étant le lac Bournival (220 m).
Parcours de la rivière en aval du lac à la Perchaude
À partir du lac à la Perchaude, la rivière descend sur 260 m vers le sud pour se déverser dans le lac Garand (longueur : 1,2 km orienté vers le sud ; altitude : 172 m). Puis la rivière descend sur 3,9 km vers le sud-ouest en traversant le village de Saint-Élie, jusqu'à l'embouchure du Crique du lac Paterson. De là, la rivière descend sur 4,7 km vers le sud jusqu'à la limite de la municipalité de Charette. 
La rivière descend alors vers le sud, puis bifurque vers l'est pour traverser le village de Charette. Puis la rivière coupe la limite sud-ouest de Saint-Boniface-de-Shawinigan avant de traverser Saint-Étienne-des-Grès où elle recueille les eaux de la rivière Machiche, où elle bifurque vers le sud-ouest. Puis son parcours sert de limite entre Saint-Étienne-des-Grès et Saint-Barnabé.
La rivière continue en direction sud en sillonnant les terres agricoles à l'ouest du village de Saint-Thomas-de-Caxton. En descendant, la rivière passe à l'est du village de Yamachiche jusqu'à son estuaire dans le lac Saint-Pierre, où se trouvent également une pointe et une anse du même nom, à 25 km en amont de Trois-Rivières.
Par ailleurs, la Petite rivière Yamachiche coule sur 16 km en parallèle du côté ouest ; cette rivière prend ses sources dans la zone de Saint-Barnabé-Nord. Cette rivière jumelle draine la zone du village de Yamachiche, puis va se déverser dans le lac Saint-Pierre, à 1,5 km en amont de l'embouchure de la rivière principale.

## Toponymie
Jadis, cette rivière était désignée rivière Grosbois, car elle draine le territoire de cette ancienne seigneurie, et Grande Rivière ou rivière d'Yamachiche.
Le toponyme "rivière Yamachiche" a été officialisé le 5 décembre 1968 à la Banque des noms de lieux de la Commission de toponymie du Québec.